# Portunoidea
Super-famille
Les Portunoidea sont une super-famille de crabes nageurs.
Elle a été créée par Constantine Samuel Rafinesque (1783-1840) en 1815.

## Liste des familles
Selon World Register of Marine Species (7 février 2021) :
- famille Brusiniidae Števčić, 1991
- famille Carcinidae MacLeay, 1838
- famille Geryonidae Colosi, 1923
- famille Ovalipidae Spiridonov, Neretina & Schepetov, 2014
- famille Polybiidae Ortmann, 1893
- famille Portunidae Rafinesque, 1815
- famille Thiidae Dana, 1852

Paleobiology Database (7 avril 2015) y ajoute ces familles fossiles :
- Carcineretidae †
- Catoptridae Borradaile, 1902 †
- Lithophylacidae Van Straelen, 1936 †
- Longusorbiidae Karasawa, Schweitzer & Feldmann, 2008 †
- Macropipidae †
- Psammocarcinidae Beurlen, 1930 †

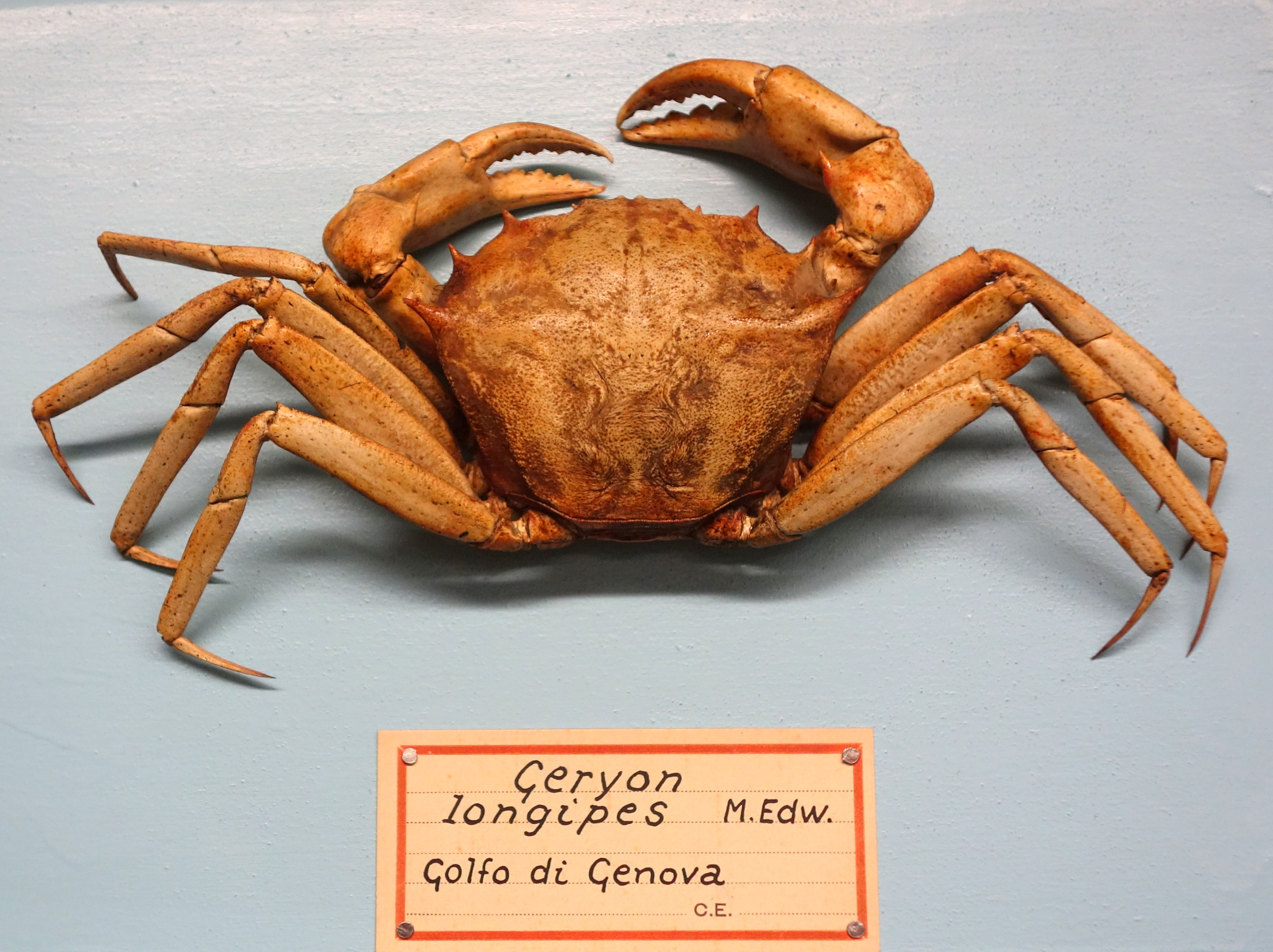
Geryon longipes, un Geryonidae
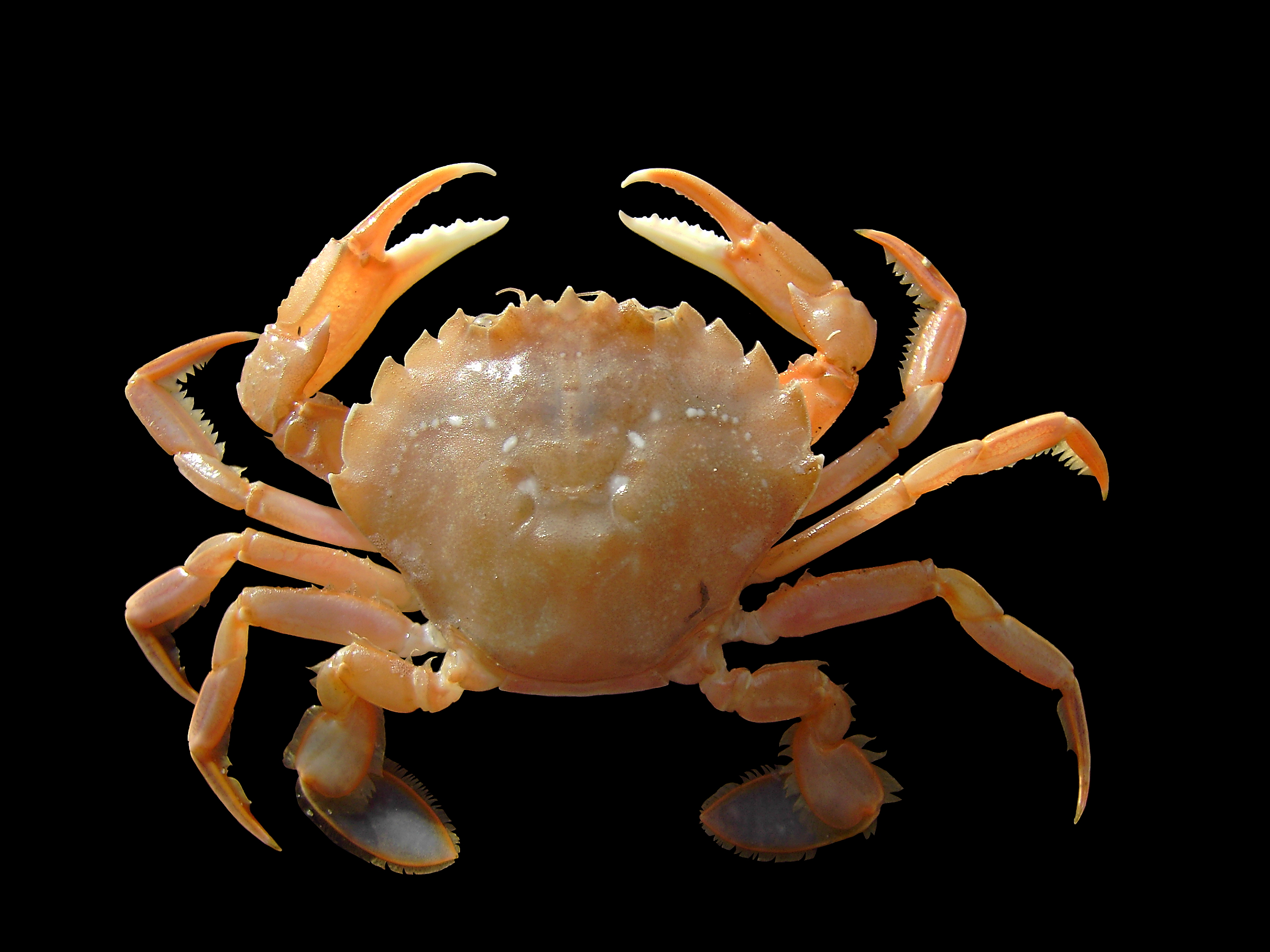
Liocarcinus holsatus, un Polybiidae
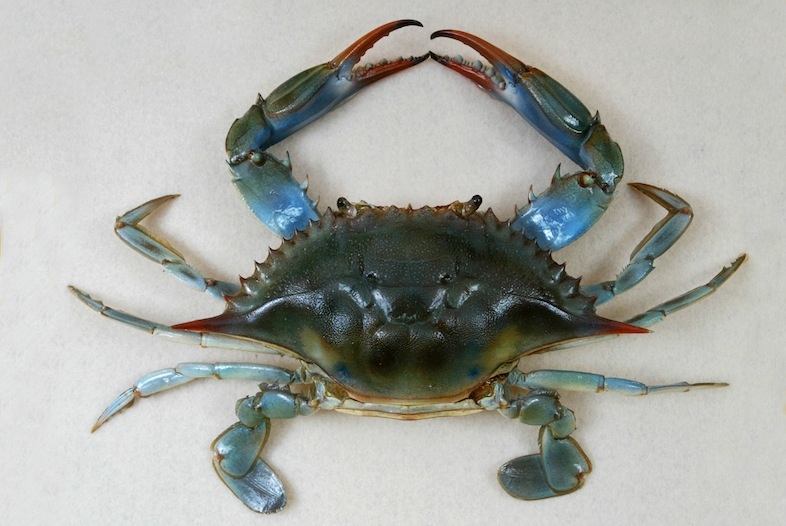
Callinectes sapidus, un Portunidae
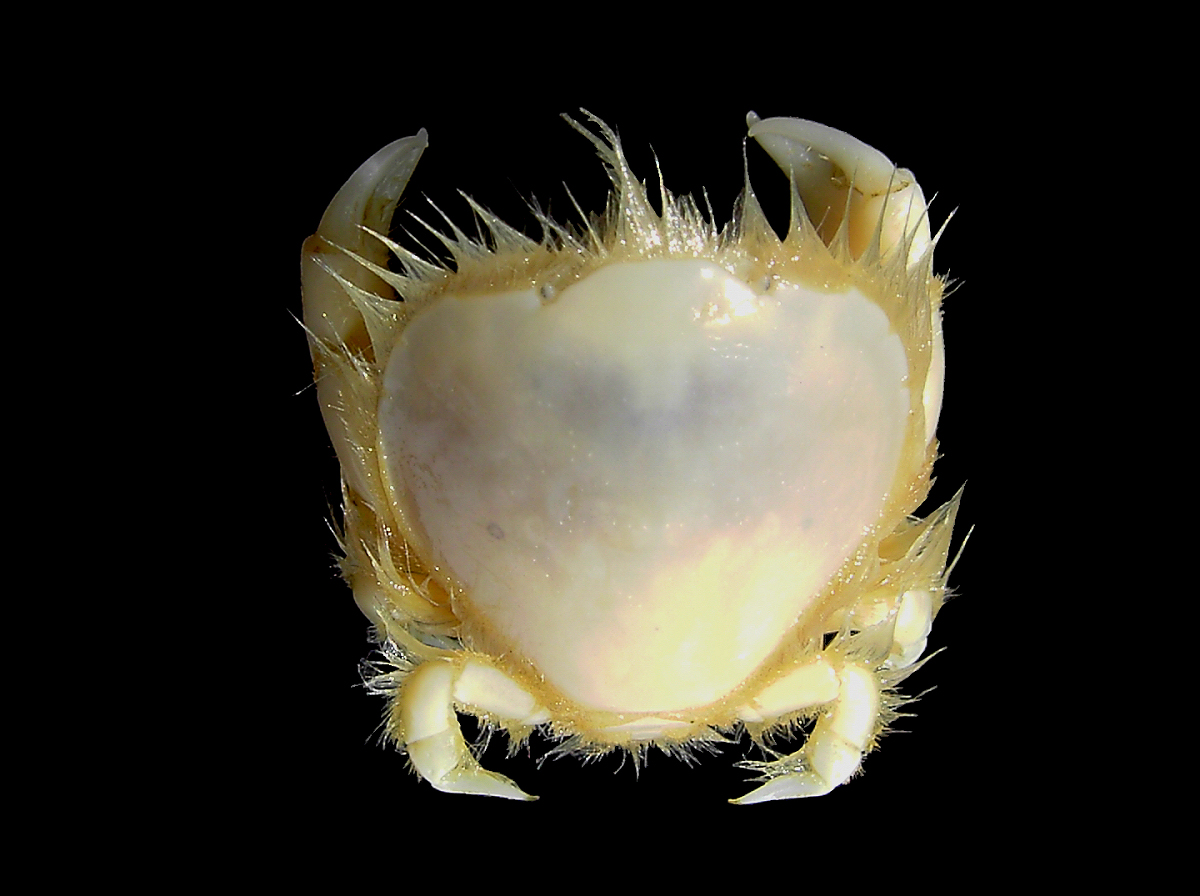
Thia scutellata, un Thiidae
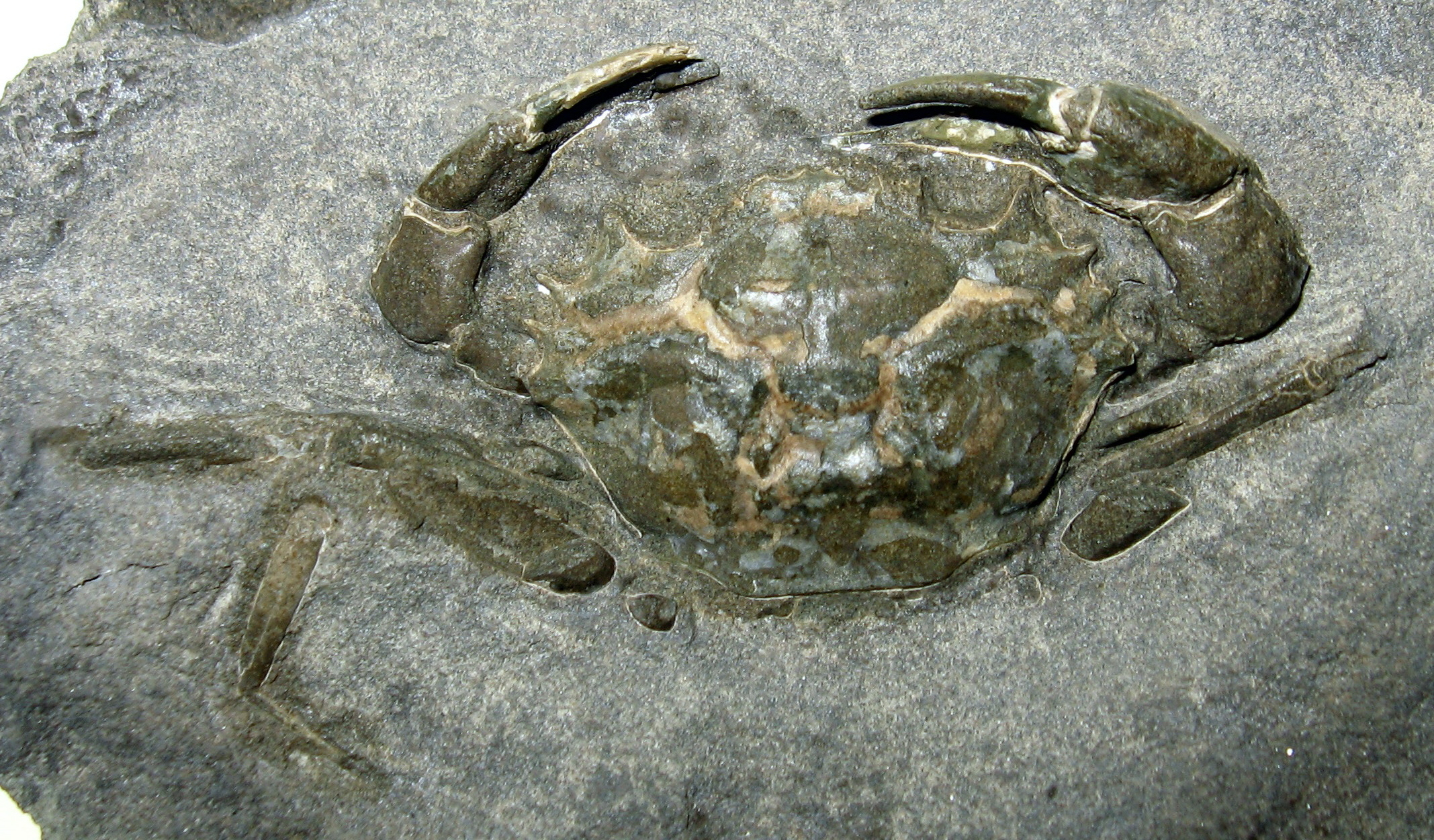
Fossile de Megokkos alaskanensis, un Macropipidae

## Référence
- Rafinesque 1815 : Analyse de la Nature, ou Tableau de l’Univers et des Corps Organisés. p. 1-224.

## Sources
- Ng, Guinot & Davie, 2008 : Systema Brachyurorum: Part I. An annotated checklist of extant brachyuran crabs of the world. Raffles Bulletin of Zoology Supplement, n. 17, p. 1–286.
- De Grave & al., 2009 : A Classification of Living and Fossil Genera of Decapod Crustaceans. Raffles Bulletin of Zoology Supplement, n. 21, p. 1-109.